# Air Supply (album 1976)
Air Supply è il primo ed eponimo album in studio del gruppo rock australiano Air Supply, pubblicato nel 1976.

## Tracce
Testi e musiche di Graham Russell.
1. Feel the Breeze – 3:55
2. I Don't Believe You – 4:02
3. Empty Pages – 4:20
4. What a Life – 4:36
5. Secret Agent – 3:41
6. The Weight Is My Soul – 3:29
7. Love and Other Bruises – 3:43
8. It's Not Easy – 4:24
9. We Are All Alone – 3:16
10. Strangers in Love – 3:46
11. Ain't It a Shame – 3:10

## Formazione
- Russell Hitchcock – voce (1-3, 7, 8, 10, 11), cori, congas
- Mark McEntee – chitarre
- Graham Russell – chitarre, voce (2, 5, 6, 8, 9, 11), cori
- Adrian Scott – tastiere, cori
- Jeremy Paul – basso, voce (2, 4), cori
- Jeff Browne – batteria (tutte tranne 7)